# اچ‌دی ۱۷۵۵۴۱
اچ‌دی ۱۷۵۵۴۱ یک ستاره است که در صورت فلکی مار قرار دارد.

## نامگذاری
کاوه و کاویان نام جفت ستاره و سیاره ای است که توسط اتحادیه بین‌المللی نجوم نام گذاری شده‌است. اتحادیه بین‌المللی نجوم در سال ۲۰۱۹ میلادی و در صدمین سال تأسیس خود، پویشی (کمپینی) را با هدف نام‌گذاری تعدادی از سیارات فراخورشیدی و ستاره‌های میزبان آن‌ها آغاز کرد.
در ایران نیز پس از ۱۲ سال انتظار و با همکاری مجله نجوم و سازمان فضایی ایران، کمیته ای جهت نامگذاری این جفت ستاره و سیاره شکل گرفت. از میان ۵۱۹ اسم پیشنهادی در پویش، ده نام انتخاب شد و برای رای‌گیری پیامکی در معرض عموم قرار گرفت. نهایتاً جفت نام کاوه و کاویان با بیشترین رای به همراه دو جفت نام دیگر به اتحادیه بین‌المللی نجوم ارسال شد و در تاریخ ۱۷ دسامبر ۲۰۱۹ در رصد خانه پاریس، اتحادیه بین‌المللی نجوم این جفت نام را برای ستاره و سیاره ای به فاصله ۴۱۷ سال نوری از زمین انتخاب و اعلام نمود.
این ستاره و سیاره اش در صورت فلکی مار واقع شده و تا قبل از این با شماره HD 175541 شناخته می‌شد و آنها از تاریخ نام گذاری در تمام دنیا، با نامهای جدید شناخته می‌شوند. این نام را شخصی به نام اکبر قهری از ایران پیشنهاد کرد.
کاوه و کاویان در حقیقت اشاره به شخصیت اساطیری کاوه و درفش کاویانی او دارد و به گفته اکبر قهری به نوعی پرچم آزادی و آزادی‌خواهی ایرانیان در فضا می‌باشد.